# Habrocestum socotrense
Habrocestum socotrense là một loài nhện trong họ Salticidae.
Loài này thuộc chi Habrocestum. Habrocestum socotrense được Wanda Wesołowska & Antonius van Harten miêu tả năm 2002.